# موزه اسناد مشروطیت بروجرد
خانه طباطبایی یکی از خانه‌های مجلل تاریخی شهر بروجرداست که توسط سازمان میراث فرهنگی در سال ۱۳۸۴ خریداری شده و در حال حاضر تبدیل به موزه اسناد مشروطه بروجرد شده‌است.
این خانه قدیمی با دارا بودن یک حیاط نسبتاً، بزرگ (در مقایسه با وسعت و بنا) از شرایط ویژه‌ای برخوردار است و شامل یک حیاط بزرگ که با نمای آجری و کاشی پیرامون مزین گردیده و سه طبقه ساختمان می‌باشد. ورودی این بنای تاریخی که دارای یک در چوبی بزرگ و سردر آجری زیبایی است که پس از عبور از یک دالان طولانی که در انتهای آن نیز دری ساده بنام هرزه پوش وجود داشت به حیاط اصلی منتهی می‌شود. ساختمان این عمارت در سه طبقه و در ضلع شمال احداث شده و شاید اصل قرینه سازی در اولین نگاه خود را نمایان می‌سازد. طبقه اول عمارت دارای دو شبستان زمستانی با پوشش سقف طاق گهواره و یک پیچ دری در وسط و پستوی بزرگ در انتهای اتاق پنج دری است. در طرفین پنج دری پلکان آجری قرینه راه ورود به طبقات اصلی ساختمان می‌باشد. طبقه وسط (دوم) دارای یک تالار پنج دری بر بالای شبستان زیر که در انتهای آن پس تالار ی با درها زیبای هنرمندانه، سقفها و پیش بخاری نقاشی شده با جلوه بسیار آراسته شده‌است. در طرفین غربی و شرقی تالار و راه پله در اتاق بزرگ با چند بقعه (گنجه) وجود دارد. طبقه آخر که آن را شاه‌نشین می‌گویند دارای سقف‌های کوتاهتری نسبت به طبقه زیرین است و به لحاظ فرم و فضا نظیر طبقه دوم با این تفاوت که تزئینات آن بنحوه چشمگیر کاسته شده‌است. شواهد مبین تغییراتی در فضای‌های مورد استفاده در این بخش ازعمارت می‌باشد. در انتهای ضلع جنوب حیاط درست در زیر زمین یک یخچال قدیمی با پوشش طاق ضربی چهار بخشی با پلکهای تیز وجود دارد که سابقاً اهالی اصلی خانه در فصل زمستان لایه‌های متعدد یخ را از حوض جدا کرده و از طریق یک سوراخ درون آن می‌ریختند و به تدریج در فصلهای گرم سال از آن استفاده می‌کردند بدون اینکه لایه‌های یخ در فصل گرم به کلی ذوب شود.
در حال حاضر این خانه ارزنده تاریخی در مالکیت شهرداری بروجرد و به عنوان موزه از آن بهره‌برداری می‌شود.